# Gladiolus melleri
Gladiolus melleri är en irisväxtart som beskrevs av John Gilbert Baker. Gladiolus melleri ingår i släktet sabelliljor, och familjen irisväxter. Inga underarter finns listade i Catalogue of Life.

## Bildgalleri

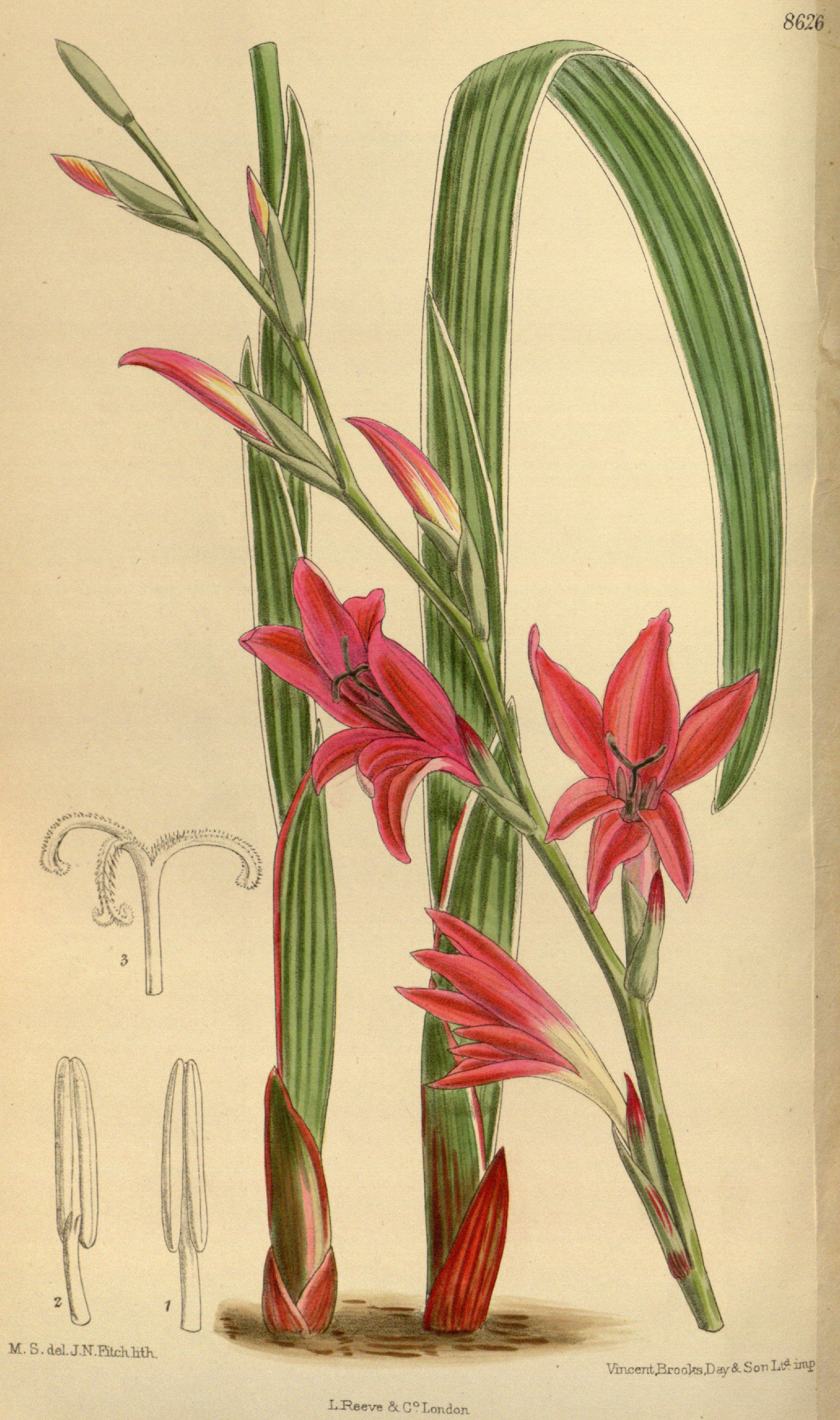